# Vladimir Aceti
Vladimir Aceti (* 16. Oktober 1998 in Petrosawodsk) ist ein italienischer Sprinter russischer Herkunft, der sich auf den 400-Meter-Lauf spezialisiert hat.

## Sportliche Laufbahn
Erste internationale Erfahrungen sammelte Vladimir Aceti im Jahr 2015, als er bei den Jugendweltmeisterschaften in Cali über 400 Meter mit 48,59 s im Halbfinale ausschied und mit der gemischten 4-mal-400-Meter-Staffel in 3:25,29 min den siebten Platz belegte. Auch bei den U20-Weltmeisterschaften im Jahr darauf in Bydgoszcz schied er im Einzelbewerb mit 47,41 s im Halbfinale und wurde mit der italienischen 4-mal-400-Meter-Staffel im Finale disqualifiziert. 2017 stellte er bei den U20-Europameisterschaften in Grosseto mit 45,92 s im Finale einen neuen U20-Rekord auf und gewann damit die Goldmedaille und auch mit der Staffel siegte er in 3:08,68 min. 2018 wurde er bei den U23-Mittelmeermeisterschaften in Jesolo in 46,50 s Vierter und nahm anschließend mit der Staffel an den Europameisterschaften in Berlin teil und verhalf dort der Staffel zum Finaleinzug. Bei den Leichtathletik-Halleneuropameisterschaften 2019 in Glasgow erreichte er mit der Staffel in 3:09,48 min Rang sechs und anschließend klassierte er sich bei den U23-Europameisterschaften in Gävle mit 47,16 s auf dem siebten Platz und wurde mit der Staffel disqualifiziert. Anfang Oktober nahm er dann mit der Staffel erstmals an den Weltmeisterschaften in Doha teil und belegte dort mit 3:02,78 min im Finale den sechsten Platz. Anschließend wurde er bei den Militärweltspielen in Wuhan in 47,05 s Fünfter über 400 Meter. 2021 erreichte er bei den Halleneuropameisterschaften in Toruń das Halbfinale über 400 Meter und schied dort mit neuer Bestleistung von 46,55 s aus, während er mit der italienischen Staffel in 3:07,37 min den fünften Platz belegte. Anfang Mai wurde er bei den World Athletics Relays im polnischen Chorzów in 3:05,11 min Vierter in der 4-mal-400-Meter-Staffel. Im August belegte er bei den Olympischen Sommerspielen in Tokio mit der Männerstaffel in 2:58,81 min den siebten Platz im Finale und in der Mixed-Staffel schied er mit 3:13,51 min in der Vorrunde aus.
2022 verpasste er bei den Weltmeisterschaften in Eugene mit 3:03,43 min den Finaleinzug in der 4-mal-400-Meter-Staffel und anschließend gelangte er bei den Europameisterschaften in München mit 3:03,04 min auf Rang acht. Im Jahr darauf schied er bei den Halleneuropameisterschaften in Istanbul mit 46,80 s in der Vorrunde über 400 Meter aus. Bei den World Athletics Relays 2024 auf den Bahamas wurde er in 3:01,60 min Fünfter in der Finalrunde über 4-mal 400 Meter und sicherte damit dem italienischen Team einen Startplatz bei den Olympischen Spielen in Paris. Anschließend gewann er bei den Europameisterschaften in Rom in 3:00,81 min gemeinsam mit Luca Sito, Riccardo Meli und Edoardo Scotti die Silbermedaille hinter dem italienischen Team. Im August gelangte er bei den Olympischen Sommerspielen in Paris mit 2:59,72 min im Finale auf Rang sieben.
In den Jahren 2018 und 2019 wurde Aceti italienischer Meister in der 4-mal-400-Meter-Staffel sowie 2018 und 2021 Hallenmeister im 400-Meter-Lauf.

## Persönliche Bestleistungen
- 200 Meter: 20,86 s (+1,5 m/s), 3. Juli 2022 in La Chaux-de-Fonds
- 400 Meter: 45,58 s, 14. August 2021 in La Chaux-de-Fonds
  - 400 Meter (Halle): 46,55 s, 5. März 2021 in Toruń